# 申江路站

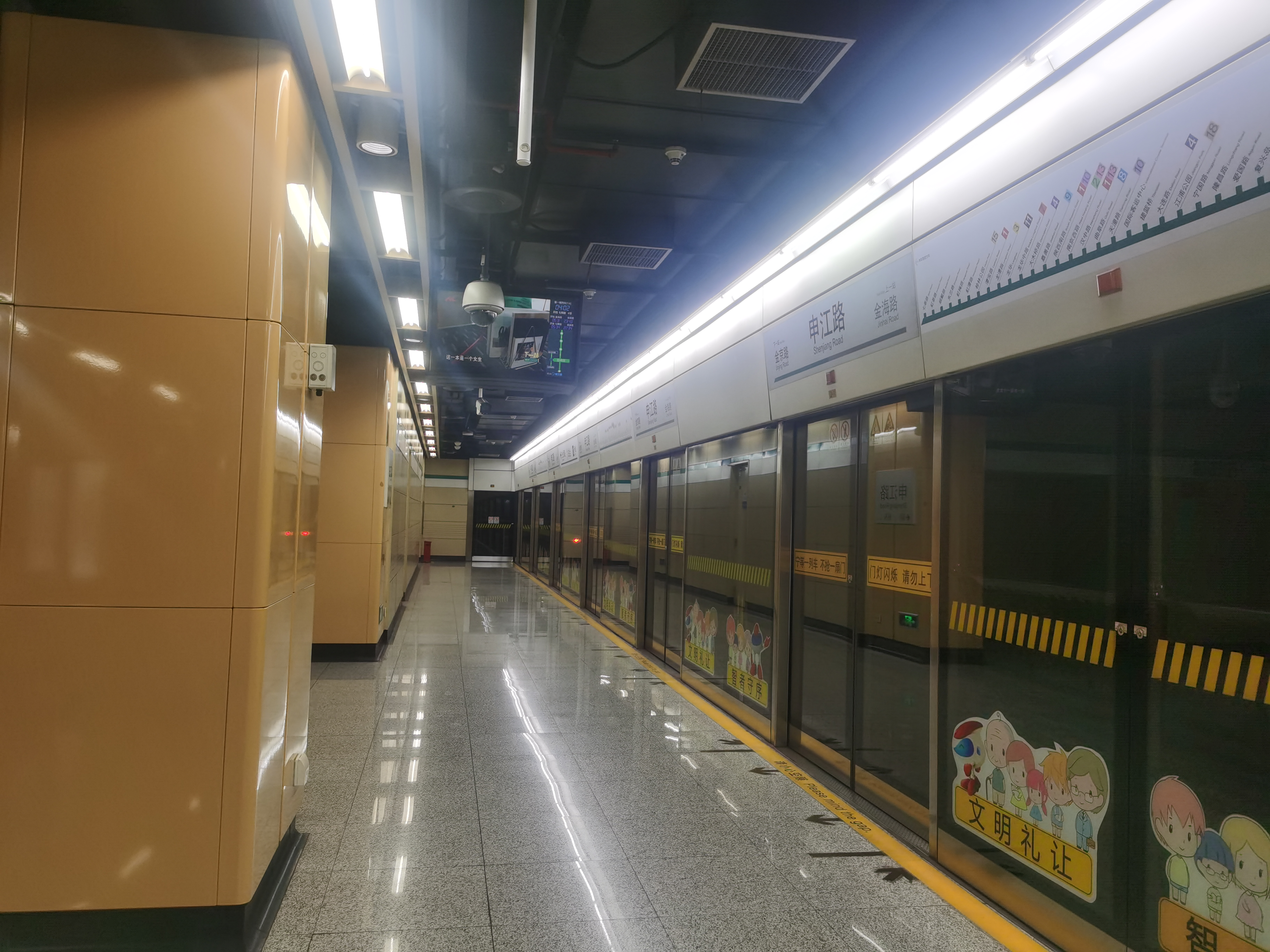
12号线申江路站站台

申江路站位于中华人民共和国上海市浦东新区金桥镇巨峰路与申江路交叉口，是上海地铁12号线与建设中的22号线的地铁换乘站，12号线部分於2013年12月29日啟用。

## 车站楼层
| 地面层   | 出入口             | 1、3出入口                       |  |  |
| 地下一层 | 站厅               | 票务服务、自动售票机、人工服务台 |  |  |
| 地下二层 | ①站台              | █ 12号线 往七莘路（金京路）      |  |  |
|          | 岛式站台，左侧开门 |                                  |  |  |
|          | ②站台              | █ 12号线 往金海路（终点站）      |  |  |

### 车站出口
申江路站共有2个出入口，各出入口如下所示：
| 出口编号            | 出口指示       | 照片 |
| ------------------- | -------------- | ---- |
| 1 · 出口 · （设有） | 巨峰路         |      |
| 3 · 出口            | 巨峰路，申江路 |      |
| 图例： 设有         |                |      |